# Сульха
Сульха (сульх, сулха араб. الصلحة‎) — церемония у арабов, во время которой две конфликтующих стороны заключают мирный договор. Договор заключается в присутствии посредников и имеет чёткие правила. Сульха создаёт перемирие на несколько дней, во время которых стороны ведут переговоры; впоследствии, после выплаты компенсации, мир может стать постоянным, и отменяет кровную месть.
Пострадавшая сторона должна согласиться на сульху, и она же устанавливает размер компенсации. В случае убийства это дия.
Обряд сульхи распространён у израильских друзов и бедуинов. Заключение сульхи между сторонами может быть учтено израильским судом для смягчения приговора.